# 吹田市立竹見台中学校
吹田市立竹見台中学校（すいたしりつたけみだいちゅうがっこう）は、大阪府吹田市竹見台一丁目にある公立中学校である。生徒数は吹田市内で最も多く、2023年現在で1000人を超える。

## 概要
千里ニュータウンで3校目の吹田市立中学校として1967年に創立した。ニュータウンの開発に伴い1970年代にはマンモス校となっていた。しかし少子化やニュータウンの高齢化に伴い、2000年代には吹田市立中学校としては一番の小規模校となった。
吹田市教育委員会は2010年、吹田市立竹見台中学校と吹田市立千里たけみ小学校・吹田市立桃山台小学校の3校を連携型小中一貫校へ改編する構想を明らかにした。
2011年に、吹田市立竹見台中学校・吹田市立桃山台小学校・吹田市立千里たけみ小学校の3校の既存の施設をそのまま使用する施設分離型の小中一貫教育校「千里みらい夢学園」を発足させた。3校は校舎統合などはおこなわずに従来の校地で教育活動を実施する一方、小学校6年の児童が週1回中学校に通学して授業などを受けている。なお、吹田市での小中一貫校の設置は初めてとなる。
またこれに伴い、従来、南千里中学校校区だった吹田市立桃山台小学校は「千里みらい夢学園」を構成する1校として改編されることになり、桃山台小学校卒業生の進学先中学校は2011年度より吹田市立南千里中学校から吹田市立竹見台中学校へと変更になった。

## 沿革[1]
- 1967年 - 現在地に創立。
- 2000年 - 吹田市教育委員会から「幼小中連携教育」研究校に指定される。
- 2011年 - 「千里みらい夢学園」開校。連携型小中一貫校に改編。

## 通学区域[2]
- 吹田市立千里たけみ小学校の通学区域

吹田市 竹見台1-4丁目
- 吹田市立桃山台小学校の通学区域

吹田市 桃山台1-5丁目
吹田市 千里山西6丁目58-64番、千里山竹園2丁目8番4号、千里山竹園2丁目17-25番、春日3丁目17-20番、春日4丁目20-99番
（下段の区域については南千里中学校への転学が認められている。）

## 出身者
- 井川祐輔 - サッカー選手

## 交通
- 阪急千里線 南千里駅 西へ約800m。
- 北大阪急行電鉄南北線 桃山台駅 東へ約600m。